# ستيوارت بروس (منتج أسطوانات)
ستيوارت بروس (بالإنجليزية: Stuart Bruce)‏ هو منتج أسطوانات وملحن بريطاني، ولد في 20 أكتوبر 1962.

## وصلات خارجية
- ستيوارت بروس على موقع ميوزك برينز (الإنجليزية)
- ستيوارت بروس على موقع أول ميوزيك (الإنجليزية)
- ستيوارت بروس على موقع ديسكوغز (الإنجليزية)